# Aurinia
Aurinia es un género de plantas con flores de la familia  Brassicaceae. Es originario de las zonas montañosas del sur de Europa Central y Oriental, Rusia y Turquía. Están estrechamente relacionados con el género Alyssum al que se parece. Pueden ser bienales o leñosas con hoja perenne. Producen panículas de flores amarillas en el verano.

## Taxonomía
El género fue descrito por Nicaise Auguste Desvaux y publicado en Journal de Botanique, Appliquée à l'Agriculture, à la Pharmacie, à la Médecine et aux Arts 3(4): 162. 1814[1815].

## Especies
Aurinia corymbosa

Aurinia gionae

Aurinia moreana

Aurinia petraea (Ard.) Schur

Aurinia saxatilis (L.) Desv.

Aurinia rupestris Cullen. T.R. Dudley (o A. cyclocarpa)

Aurinia sinuata (L.) Griseb.

Aurinia uechtritziana

En España, Aurinia sinuata, está considera planta extinguida, por Resolución de 1 de agosto de 2018, de la Secretaría de Estado de Medio Ambiente, por la que se publica el Acuerdo de la Conferencia Sectorial de Medio Ambiente en relación con el Listado de especies extinguidas en todo el medio natural español. BOE N.º 195, lunes 13 de agosto de 2018.